# Захват иранского посольства в Лондоне
Захват иранского посольства в Лондоне — террористический акт арабских сепаратистов, направленный против посольства Ирана в Лондоне. Захват закончился штурмом здания (операция «Нимрод») бойцами Специальной авиационной службы (SAS).

## Захват посольства
В 11:30 30 апреля 1980 года в центре Лондона шесть арабов, вооружённые пистолетами-пулемётами, пистолетами «браунинг» и ручными гранатами, ворвались через проходную на территорию посольства Исламской Республики Иран в Южном Кенсингтоне. Охранявший здание полицейский констебль Тревор Локк попытался оказать сопротивление и успел нажать «тревожную кнопку», прежде чем был схвачен. Локк был вооружён револьвером, но не успел им воспользоваться — однако террористы тоже не сумели найти у него оружие.
Нападавшие, назвавшие себя активистами «Демократического революционного фронта освобождения Арабистана» («Democratic Revolutionary Front for the Liberation of Arabistan»), захватили посольство. В заложниках оказались 26 человек — персонал и посетители посольства, среди которых были журналист и звукооператор «Би-би-си». После захвата террористы собрали заложников в одном из помещений.

## Осада посольства
После получения сигнала тревоги и сообщений граждан о стрельбе в здании посольства, в район посольства были направлены дополнительные силы лондонской полиции, а затем полицейские спецподразделения D11, C13 (антитеррористическое подразделение специальной патрульной группы) и C7 (служба технической поддержки Скотланд-Ярда). Представители полиции вступили в переговоры с террористами.
В 15:15 террористы выдвинули первое требование: не позднее 1 мая освободить 91 своего товарища из тюрем в Иране, иначе здание посольства будет взорвано.
Премьер-министр Великобритании Маргарет Тэтчер приняла решение о штурме посольства и освобождении заложников собственными силами, что являлось нарушением Венской конвенции о дипломатических сношениях. Общее руководство операцией по освобождению заложников было возложено на штаб «COBR» (Cabinet Office Briefing Room), который возглавил министр внутренних дел Великобритании Уильям Уайтлоу.
Прибывшее на место подразделение 22-го полка SAS (60 человек) оборудовало штаб-квартиру в соседнем здании и начало подготовку к штурму.
В 16:30 террористы отпустили одну заложницу (Frieda Mozaffarian). В течение следующих дней они освободили ещё четырёх заложников.
1 мая полицейские отключили в посольстве телефонную связь, оставив террористам возможность вести переговоры со штабом по полевому телефону. В 11:15 террористы выпустили одного из заложников, гражданина Великобритании по имени Крис Крамер (Chris Cramer).
В этот день технические специалисты начали установку подслушивающих устройств на здание посольства. С целью отвлечь внимание террористов, повысить уровень шума на месте операции и замаскировать подготовку к штурму было решено имитировать ремонт газопровода недалеко от здания посольства, но террористы потребовали прекратить работу. После этого для повышения уровня шума на месте операции диспетчерская служба аэропорта «Хитроу» получила указание заводить самолёты на посадку по более пологой глиссаде спуска.
Во второй половине дня лидер террористов выдвинул новые требования — предоставить ему возможность выступить в средствах массовой информации.
2 мая в 09:30 утра лидер террористов потребовал встречи с представителем британской компании BBC. Вечером того же дня заявление террористов передали по каналу «BBC Radio 2».
5 мая в 13:00 террористы потребовали в течение 45 минут предоставить им связь с послом одной из арабских стран, угрожая убить одного из заложников. Требование выполнено не было, и в 13:45 в здании раздались три выстрела. Террористы сообщили, что ими был убит один из заложников, и в 18:20 тело пресс-атташе посольства Аббаса Лавазани было выброшено на улицу. Под прикрытием полиции, двое медиков с носилками приблизились к зданию, забрали тело и погрузили его в машину скорой помощи.
Убийство заложника обострило ситуацию и побудило Маргарет Тэтчер отдать приказ о начале операции. В 19:07 командование принял командир 22-го полка SAS подполковник Майк Роуз.

## Штурм
Во время осады посольства военные сумели построить сооружение, воспроизводящее план каждого из этажей посольства в натуральную величину, а также постройки, прилегающие к основному зданию. На этом макете были проведены тренировки всех потенциальных участников штурма.
5 мая в 19:23 одновременно с нескольких сторон начался штурм посольства. Непосредственно в штурме участвовали две сводные группы SAS:
- «красная команда» (Red Team) должна была атаковать с крыши и верхних этажей.

- три группы по четыре человека должны были ворваться во внутренние помещения через окна третьего и четвёртого этажей;
- четвёртая группа, проломив стеклянную крышу, должна была спуститься и очистить верхний этаж.

- «голубая команда» (Blue Team) (командир — лэнс-капрал Джон Макэлиз) должна была атаковать снизу — через фасад и окна на первом этаже посольства и из подвала.
- в соседних зданиях находились наблюдатели и были оборудованы позиции снайперов.

Бойцы штурмовых групп SAS были вооружены пистолет-пулемётами HK MP5 и MP5SD, пистолетами Browning Hi-Power, светошумовыми гранатами и экипированы в комбинезоны чёрного цвета, бронежилеты, шлемы и противогазы. Кроме того, у бойцов имелись портативные радиостанции.
Перед проникновением в здание бойцы SAS взорвали заряды взрывчатки, установленные на оконных рамах. Взрывы разрушили пуленепробиваемые стёкла, но — неожиданно для штурмующих — создали проблему в виде очагов возгорания. Немедленно после взрывов внутрь были брошены светошумовые гранаты и гранаты со слезоточивым газом CS.
С целью отвлечь внимание террористов штурм был начат во время переговоров, в тот самый момент, когда переговорщик полиции Центрального округа Лондона разговаривал по телефону с лидером террористов и произнёс фразу «Никакого подозрительного движения».
Бойцы SAS проверяли комнату за комнатой, в то время как наблюдатели постоянно сообщали им о предполагаемом направлении перемещений террористов.
После начала штурма констебль Локк (схваченный террористами охранник посольства) вытащил оружие и попытался задержать лидера террористов, который остался в одном помещении вместе с ним. Локку удалось отвлечь противника, и террорист был застрелен бойцом SAS.
Во время штурма оставшиеся на втором этаже террористы «Shai» и «Makki» начали расстреливать заложников в помещении узла связи, в результате один из заложников (Ali Samadzadeh) был убит, а ещё один (Ahmad Dadgar) тяжело ранен шестью пулями, но выжил.
Вся операция заняла не более 17 минут, при этом первые заложники были выведены из здания в 19:28. Тем не менее, официально операция была завершена в 19:53, когда SAS передала ответственность за здание представителям полиции.
В целом, в ходе операции «Нимрод» погибло два заложника (один был застрелен террористами до начала штурма и один — во время штурма), ещё два заложника были ранены. Кроме того, ожоги и травмы получил один из бойцов SAS.
Из шести террористов пятеро были убиты в ходе штурма, а последний, 22-летний Фоузи Нейад (Fowzi Badavi Nejad), был ранен и спрятался среди заложников, он сумел покинуть здание вместе с заложниками (которых заковали в наручники, вывели во внутренний двор и заставили лечь на землю), но здесь он был опознан и задержан.
Власти Великобритании отказались выдать арестованного террориста в Иран на том основании, что в Иране ему грозила смертная казнь. В январе 1981 года Фоузи Нейад был приговорён к пожизненному заключению, но освобождён в 2008 году, получил документы на новое имя и безопасное место проживания (safe house).

## Последующие события
- полицейский констебль Тревор Локк (Trevor Lock) был награждён медалью Георга[18]; кроме того, бойцы SAS вручили ему берет своего подразделения[1].
- участник штурма сержант SAS Т. Палмер был награждён медалью за отвагу.

В результате штурма и пожара зданию иранского посольства был причинён значительный ущерб (около 790 тыс. фунтов стерлингов или 1,85 млн долларов США), несколько лет оно не использовалось и только после завершения ремонта было вновь официально открыто в декабре 1993 года. 30 ноября 2011 года, после того, как во время волнений в Иране протестующие заняли здание посольства Великобритании в Тегеране, правительство Великобритании закрыло иранское посольство в Лондоне.

## Интересные факты
- Захват посольства и последовавший затем штурм получил интенсивное освещение в средствах массовой информации, в результате чего широкой общественности впервые стало известно о существовании SAS и некоторых тактических приёмах, применяемых этим спецподразделением[22].
- Штурм посольства транслировался ведущим британским телеканалом BBC в прямом эфире. Для этого была прервана прямая трансляция финала чемпионата мира по снукеру 1980, в котором канадский снукерист Клифф Торбурн стал первым официальным неевропейским чемпионом мира по этому виду спорта.

## В кино
- В 2017 году вышел британский фильм режиссёра Тоа Фрейзера "6 дней", повествующий о событиях.